# Бисан
Бисан (яп. 備讃瀬戸 бисан-сэто) — пролив между островами Сикоку и Хонсю в центральной части Внутреннего Японского моря, соединяет плёсы Бинго-Нада и Харима-Нада.
На берегах пролива расположены префектуры Окаяма, Хиросима и Кагава.
Площадь	пролива составляет 1,063 км², объём его вод - 17,3 км³; средняя глубина	- 16,3 м. В пролив впадают реки первого класса Такахаси, Асида и Доки. Площадь водосборного бассейна составляет 5000 км².
С 1988 года через пролив перекинут мост Сэто.